# فيل سكوغلاند
فيل سكوغلاند (بالإنجليزية: Phil Skoglund) هو شخصية أعمال نيوزيلندي، ولد في 20 يونيو 1937 في بالميرستون نورث في نيوزيلندا، وتوفي في 8 مايو 2015.

## روابط خارجية
- فيل سكوغلاند على موقع اللجنة الأولمبية النيوزيلندية (الإنجليزية)
- فيل سكوغلاند على موقع اتحاد ألعاب الكومنولث (مؤرشف) (الإنجليزية)
- فيل سكوغلاند على موقع قاعة نيوزيلندا للمشاهير الرياضية (الإنجليزية)